# Poix (Marne)
Poix és un municipi francès, situat al departament del Marne i a la regió del Gran Est. L'any 2007 tenia 87 habitants.

## Demografia

### Població
El 2007 la població de fet de Poix era de 87 persones. Hi havia 38 famílies, de les quals 13 eren unipersonals (13 dones vivint soles i 13 dones vivint soles), 17 parelles sense fills i 8 parelles amb fills.
La població ha evolucionat segons el següent gràfic:
Habitants censats

### Habitatges
El 2007 hi havia 45 habitatges, 39 eren l'habitatge principal de la família, 3 eren segones residències i 3 estaven desocupats. Tots els 45 habitatges eren cases. Dels 39 habitatges principals, 32 estaven ocupats pels seus propietaris, 5 estaven llogats i ocupats pels llogaters i 2 estaven cedits a títol gratuït; 5 tenien tres cambres, 5 en tenien quatre i 29 en tenien cinc o més. 34 habitatges disposaven pel capbaix d'una plaça de pàrquing. A 15 habitatges hi havia un automòbil i a 18 n'hi havia dos o més.

### Piràmide de població
La piràmide de població per edats i sexe el 2009 era:
| Homes | Edats   | Dones |
| ----- | ------- | ----- |
| 0     | 95 o +  | 0     |
| 0     | 90 a 94 | 0     |
| 0     | 85 a 89 | 0     |
| 4     | 80 a 84 | 0     |
| 4     | 75 a 79 | 0     |
| 0     | 70 a 74 | 4     |
| 4     | 65 a 69 | 8     |
| 0     | 60 a 64 | 0     |
| 4     | 55 a 59 | 0     |
| 0     | 50 a 54 | 4     |
| 4     | 45 a 49 | 4     |
| 0     | 40 a 44 | 0     |
| 8     | 35 a 39 | 4     |
| 8     | 30 a 34 | 4     |
| 4     | 25 a 29 | 4     |
| 0     | 20 a 24 | 4     |
| 8     | 15 a 19 | 4     |
| 0     | 10 a 14 | 4     |
| 4     | 5 a 9   | 0     |
| 12    | 0 a 4   | 4     |

## Economia
El 2007 la població en edat de treballar era de 51 persones, 39 eren actives i 12 eren inactives. De les 39 persones actives 38 estaven ocupades (21 homes i 17 dones) i 1 aturada (1 home). De les 12 persones inactives 2 estaven jubilades, 3 estaven estudiant i 7 estaven classificades com a «altres inactius».
Activitats econòmiques
Dels 2 establiments que hi havia el 2007, 1 era d'una empresa de construcció i 1 d'una empresa de serveis.
L'únic servei als particulars que hi havia el 2009 era una fusteria.
L'any 2000 a Poix hi havia 11 explotacions agrícoles que ocupaven un total de 1.920 hectàrees.

## Poblacions més properes
El següent diagrama mostra les poblacions més properes.